# Tibellus elongatus
Tibellus elongatus là một loài nhện trong họ Philodromidae.
Loài này thuộc chi Tibellus. Tibellus elongatus được Benoy Krishna Tikader miêu tả năm 1960.